# Come Give Your Love to Me
Come Give Your Love to Me è un brano della cantante statunitense Janet Jackson, estratto come singolo nel 1983 dal suo primo album in studio, Janet Jackson.

## Tracce
Versioni ufficiali
1. Come Give Your Love to Me (Album Version) – 5:03
2. Come Give Your Love to Me (Seven Inch Version) – 3:57

## Classifiche
| Classifica (1983)                        | Posizione massima |
| ---------------------------------------- | ----------------- |
| Classifica generale di Billboard (USA)   | 58                |
| Classifica rhythm and blues di Billboard | 17                |
| Classifica dance di Billboard            | 30                |